# Zwickau
Zwickau (pronuncia tedesca [ˈʦvɪkaʊ]) (in sorabo Šwikawa, in ceco Cvikov) è una città di 87 172 abitanti della Sassonia, in Germania.
Capoluogo e centro maggiore del circondario omonimo, Zwickau si fregia del titolo di "Grande città circondariale" (Große Kreisstadt).

## Geografia fisica
Zwickau sorge in una vallata ai piedi dei Monti Metalliferi sulla riva destra della Zwickauer Mulde, a sud di Dresda e di Lipsia e a sud ovest di Chemnitz.

## Storia
Zwickau è una città di origine slava e fu citata per la prima volta in un documento ufficiale nel 1118 col nome di Zcwickaw come località di commerci. Il nome pare derivi dal latino cygnea, dalla leggenda che vuole situato nei pressi della città un lago di cigni dalla capacità di ringiovanire chi vi si immerga. Dal 1212 ha il titolo di città. Già allora faceva parte della Sassonia ed era capoluogo di una entità amministrativa ("Amtshauptmannschaft Zwickau").
Per un certo periodo alla fine del XIII secolo però ebbe lo statuto di città libera dell'Impero. Nel 1403 un incendio la distrugge completamente. Nel 1520-1522 Thomas Müntzer e Martin Lutero predicano nella città e dal 1523 viene introdotta la Riforma. Nel 1532 vi nacque e vi morì il musicista David Köler (1532-1565), e nel 1810 il suo cittadino più noto, il compositore Robert Schumann.

## Cultura

### Musei
A Zwickau sorge l'August Horch Museum, inaugurato nel 2004, che ospita ed espone una collezione di fotografie, veicoli e manufatti che raccontano la storia industriale automobilistica della città, che spazia dalle casa automobilistiche Horch e Audi nel periodo antecedente la seconda guerra mondiale e della Trabant durante la Repubblica Democratica Tedesca all'epoca della guerra fredda

## Economia
Fin dal Medioevo Zwickau è un noto centro minerario per l'estrazione del carbone; grazie alla sua posizione su un'importante strada di collegamento con la Boemia e alla navigabilità della Mulde, Zwickau divenne un centro commerciale significativo. Alla fine degli anni settanta vennero chiuse le ultime miniere della città.
Nel 1904 August Horch fondò a Zwickau la sua prima fabbrica di automobili con marchio Horch, cinque anni dopo divenne Audi. Da allora a Zwickau vengono prodotti autoveicoli, ai tempi della Repubblica Democratica vi si producevano le Trabant, oggi la Volkswagen vi costruisce le Golf, le Passat e le ID.3.

## Amministrazione

### Gemellaggi
Zwickau è gemellata con:
- Jablonec nad Nisou, dal 1971
- Zaanstad, dal 1987
- Dortmund, dal 1988